# Lac d'Agès
Le lac d'Agès est un étang devenu lac collinaire situé sur le territoire des communes d'Hagetmau et de Monségur, dans le département français des Landes.

## Présentation
Ce lac privé, qui recouvre l'ancien étang d'Agès, occupe aujourd'hui une superficie de 67 hectares et a une vocation de soutien d'étiage et d'irrigation. Il subit des variations de niveau à partir du mois de juillet. Alimenté principalement par l'eau de source du ruisseau d'Agès, il présente une qualité d'eau remarquable. Lac de deuxième catégorie, ses eaux poissonneuses permettent la pratique de la pêche aux poissons blancs, carpes et carnassiers. Le plan d'eau de la Grabe situé à proximité sur le même site est mis en eau le 15 décembre 1998.

### Activités
La pêche au coup concerne la brème, le poisson-chat, la carpe, le rotengle, le gardon, la tanche et la perche-soleil.
La pêche au carnassier concerne l'achigan, le sandre, le brochet (Esox lucius si introduit ou Esox aquitanicus s'il est autochtone), le silure et la perche.
Un sentier faisant le tour du lac est aménagé pour la promenade. Baignade et activités nautiques sont interdites par arrêté municipal du 14 janvier 2014.